# Cadoule
Die Cadoule ist ein Küstenfluss in Frankreich, der im Département Hérault in der Region Okzitanien verläuft. Sie  entspringt im Gemeindegebiet von Montaud, entwässert generell in südöstlicher Richtung und mündet nach rund 23 Kilometern an der Gemeindegrenze von Mauguio und Candillargues in den Lagunensee Étang de l’Or und somit in das Mittelmeer.

## Orte am Fluss
(in Fließreihenfolge)
- Castries
- Vendargues
- Baillargues